# Монтекалво Версиджа
Монтека̀лво Версѝджа (на италиански: Montecalvo Versiggia, на местен диалект: Muncalv, Мункалв) е село и община в Северна Италия, провинция Павия, регион Ломбардия. Разположено е на 360 m надморска височина. Населението на общината е 541 души (към 2017 г.).